# 2-я Черногрязская улица
Втора́я Черногря́зская у́лица — тупиковая улица в центре Москвы на Пресне, выходит на Звенигородское шоссе.

## Происхождение названия
Название дано по местности Чёрная Грязь. Топонимы, образованные на основе словосочетания «чёрная грязь» широко распространены в Москве и Подмосковье; термин исходно применялся к непересыхающим болотам и заболоченным рекам (так, речка Черногрязка породила название Садово-Черногрязской улицы). В 1920-х годах было три номерных Черногрязских улицы, из которых сохранилась лишь 2-я Черногрязская.

## Описание
2-я Черногрязская начинается в застройке вблизи Красногвардейского бульвара, проходит параллельно ему на север и выходит на Звенигородское шоссе напротив южного крыла Ваганьковского кладбища.

## Примечательные здания и сооружения
По нечётной стороне:
- № 1 — родильный дом № 32 ЦАО, женская консультация;
- № 7 — школьное здание (1930-е, архитекторы М. П. Парусников, И. Н. Соболев)[1], ныне — школа № 1255;
- № 7, строение 1 — вечерняя школа № 57;

По чётной стороне:
- №6 Жилой комплекс Red Side.